# Blaže Ilijoski
Blaže Ilijoski, född 9 juli 1984, är en makedonsk fotbollsspelare som spelar för FK Shkupi.
Blaže Ilijoski spelade 13 landskamper för det makedonska landslaget.